# Culture wallonne
 (janvier 2021).
Si vous disposez d'ouvrages ou d'articles de référence ou si vous connaissez des sites web de qualité traitant du thème abordé ici, merci de compléter l'article en donnant les références utiles à sa vérifiabilité et en les liant à la section « Notes et références ».
Cet article présente différents aspects de la culture de la Wallonie, une région occupant le sud de la Belgique appartenant principalement au domaine linguistique roman, par opposition au domaine linguistique germanique du nord. La culture wallonne constitue donc l'ensemble des signes distinctifs qui caractérisent la société wallonne. Elle englobe les traditions, les croyances, le patrimoine commun, la langue, la politique culturelle régionale, les moyens d'encouragement et de diffusion de la culture, les manifestations et lieux de culture ainsi que les arts pratiqués en Wallonie ou par des Wallons.

## Naissance du motWallonie

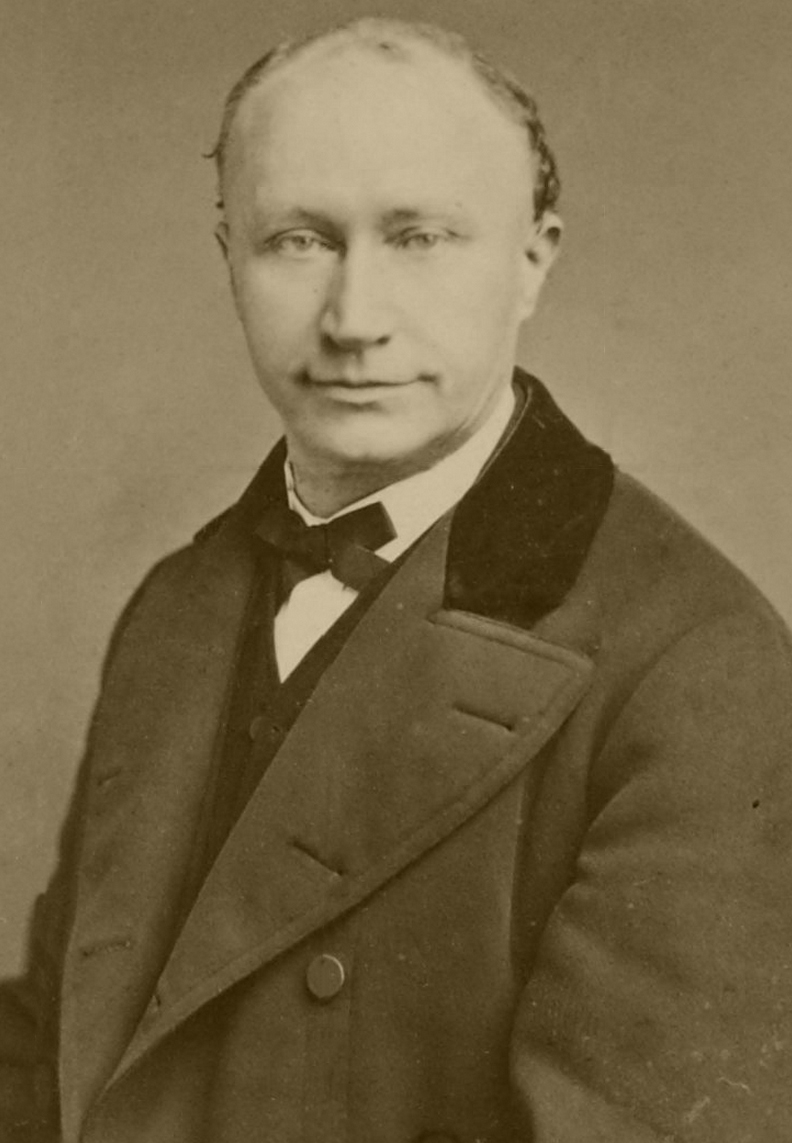
Honoré Chavée

La première mention reconnue du terme Wallonie est apparue en novembre 1842 dans un Essai d'étymologie philosophique du philologue et anthropologue namurois, l'abbé Honoré Chavée. Le terme désigne le monde « roman » par opposition au monde germanique. Chavée se fonde sans doute sur l'acception ancienne du mot wallon :
« La renommée (elle est souvent injuste) depuis longtemps n'a de voix pour proclamer la prééminence de l'Allemagne dans le domaine de la philologie, et ne répète point les grands noms que la France, ou, pour parler plus juste, la Wallonie peut inscrire dans le temple de l'érudition. »
Pour les historiens Philippe Destatte, Léon-Ernest Halkin, Hervé Hasquin, Jean Pirotte et l'essayiste Guido Fonteyn, la paternité du mot « Wallonie » reviendrait soit au littérateur namurois et magistrat Charles Grandgagnage, soit à Albert Mockel, deux poètes du XIXe siècle. L'invention daterait, selon ces historiens, de 1844, 1858 ou 1886. En réalité, le terme existait déjà au XVIIe siècle, et peut-être même avant. Il apparaît en 1641 sur des documents topographiques, où il est question d'une province gallo-belge de Wallonie.
Parler de culture de la Wallonie semble relativement récent[Depuis quand ?] mais c'était déjà en réalité l'intention de Jules Destrée lors de l'Exposition de Charleroi de 1911 que d'établir la légitimité de ce concept. Même si le volet culture de l'exposition de cette année-là possédait la raison sociale Arts anciens du Hainaut, on sent la volonté de convoquer lors de l'exposition, tout ce qui se rattache aux arts et aux sciences (comme on disait alors), pour désigner une culture enracinée en Wallonie, les modalités de cet enracinement pouvant être multiples, partagées avec d'autres peuples comme les Français et les Flamands, tous les Européens, tous les autres êtres humains car l'Art est universel. La démarche a pu trouver une sorte de consécration dans l'ouvrage Histoire culturelle de la Wallonie paru en 2012.

## Langue
L'usage veut qu’on appelle Wallons l'ensemble des habitants de la Belgique romane. Pourtant les linguistes établissent des regroupements entre les langues d'oïl. Ils réservent le terme wallon à une partie seulement de ce domaine, et l'opposent au picard, dont les locuteurs se trouvent dans la plus grande partie du Hainaut, au gaumais (dans le sud de la province de Luxembourg), et au champenois (dans quelques villages, près de l'endroit où la Semois entre en France et devient la Semoy).
Le wallon était la langue la plus parlée en Belgique romane jusqu'à la Première Guerre mondiale. Depuis, son usage dans la vie quotidienne s'est largement réduit au profit du français, qui est devenu la principale langue de la Wallonie. Les différents dialectes wallons ont toutefois encore des défenseurs, mais la connaissance du wallon est en train de s’éteindre chez les plus jeunes. L’identité culturelle wallonne reste, quant à elle, toujours bien présente, même si elle est plutôt faible par rapport à l’identité culturelle flamande.

## Carnavals

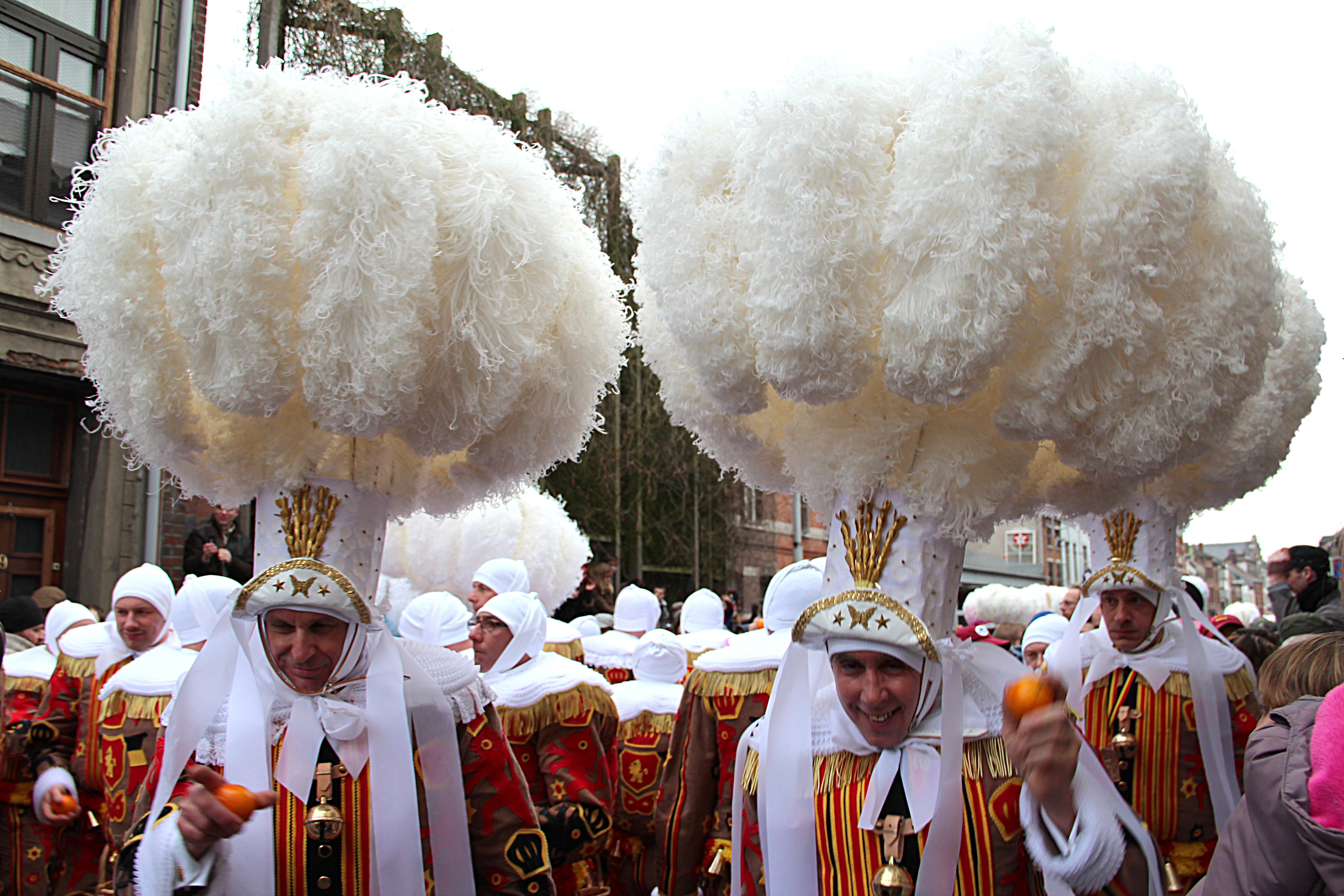
Les Gilles portant leur chapeau de plumes d’autruche le jour du Mardi gras.

La période précédant le carême est le théâtre de festivités carnavalesques qui se tiennent partout en Wallonie, où les traditions et les costumes colorés se mélangent sous un même leitmotiv : « chassons l’hiver, faisons la fête ! ». Pensons au plus connu, le carnaval de Binche  reconnu en 2003, par l'UNESCO comme chef-d'œuvre du patrimoine oral et immatériel. Il est repris parmi les chefs-d'œuvre du Patrimoine oral et immatériel de la Fédération Wallonie-Bruxelles depuis 2004 et a été élevé au rang d’officier du Mérite wallon, le 23 février 2017. La lætare de Stavelot est une fête traditionnelle se déroulant dans la ville belge de Stavelot en province de Liège pendant la fête du Laetare.
Lors du rondeau final du Carnaval des Ours à Andenne, des oursons en peluche sont lancés depuis le balcon de l’hôtel de ville par le roi et la reine du carnaval.

## Architecture

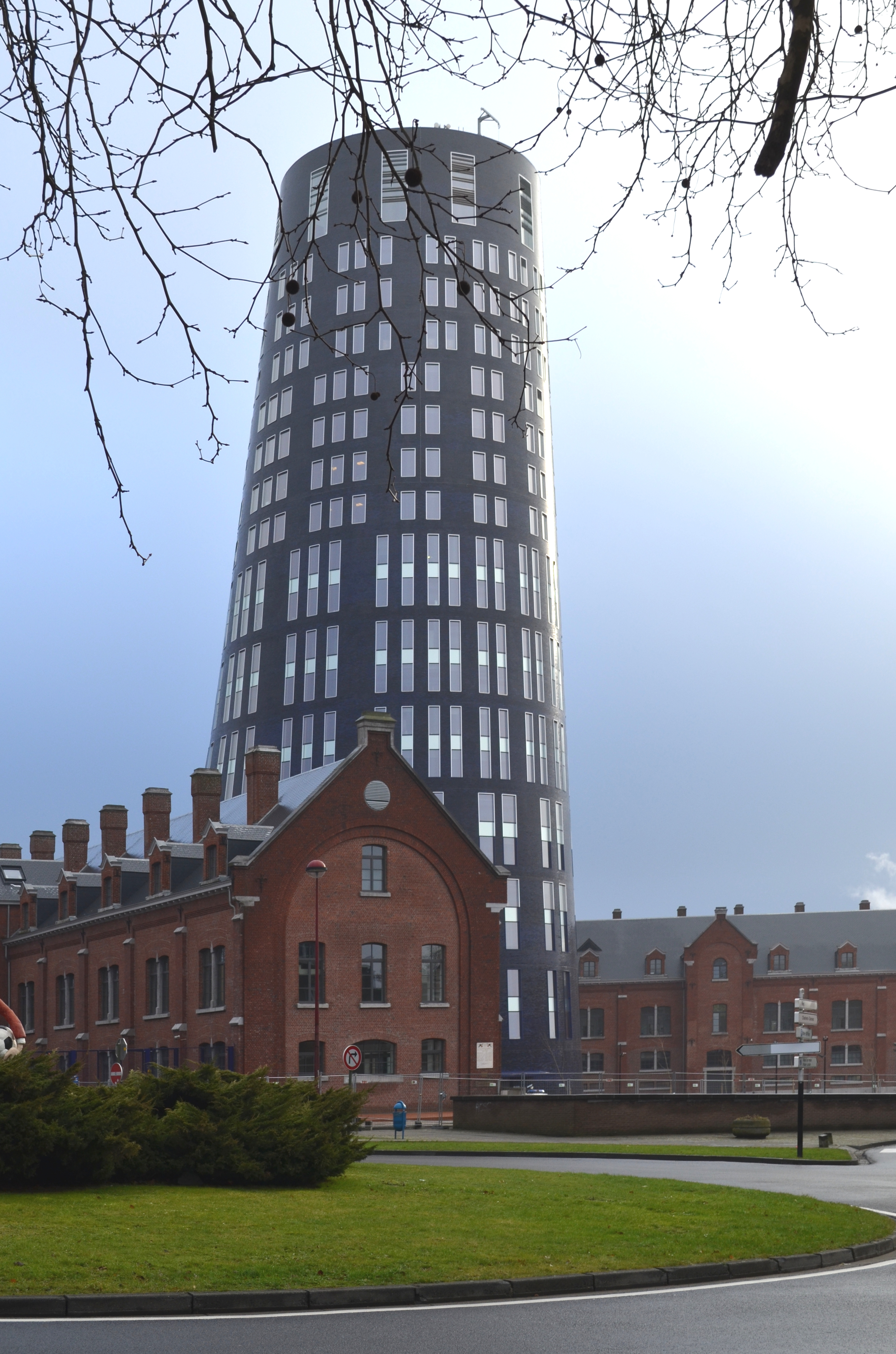
Tour Bleue à Charleroi.

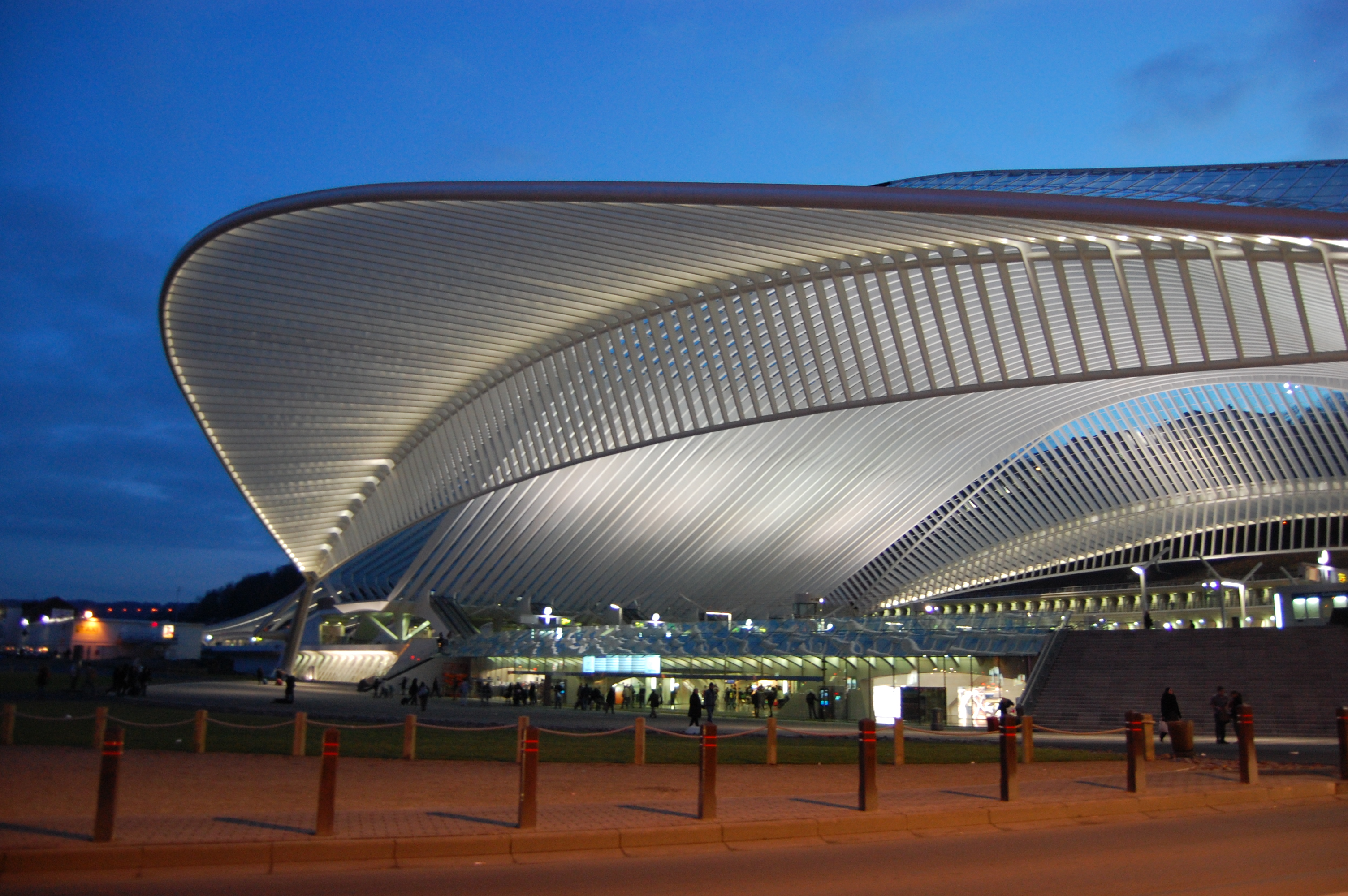
La gare de Liège-Guillemins à Liège.

### Architecture mosane
Il faut attendre le XVIIe siècle pour que les architectes évoluent vers de nouvelles influences, venues d’Italie et de France, avant de les adopter dans le courant du XVIIIe siècle.
À la fin du XIXe siècle se concrétise une nouvelle vision de l'architecture, tant en Wallonie que dans le reste du pays, fortement unifié dans les projets dynamiques du règne de Léopold II. La plupart des villes passent du stade d'agglomération médiévale intra-muros, à celui de villes en expansion.
- Alphonse Balat
- Roger Bastin
- Jacques Dupuis
- Jacques Du Brœucq
- Charles Vandenhove
- Marcel Leborgne
- Paul Jaspar[12]

La région s'ouvre aussi à la création internationale en accueillant des réalisations comme les gares liégeoise et montoise de l’architecte espagnol Santiago Calatrava, le centre de congrès de Mons (MICX) de l'architecte Daniel Libeskind ou l'hôtel de police de Charleroi (la Tour bleue), conçue par Jean Nouvel.

## Bande dessinée

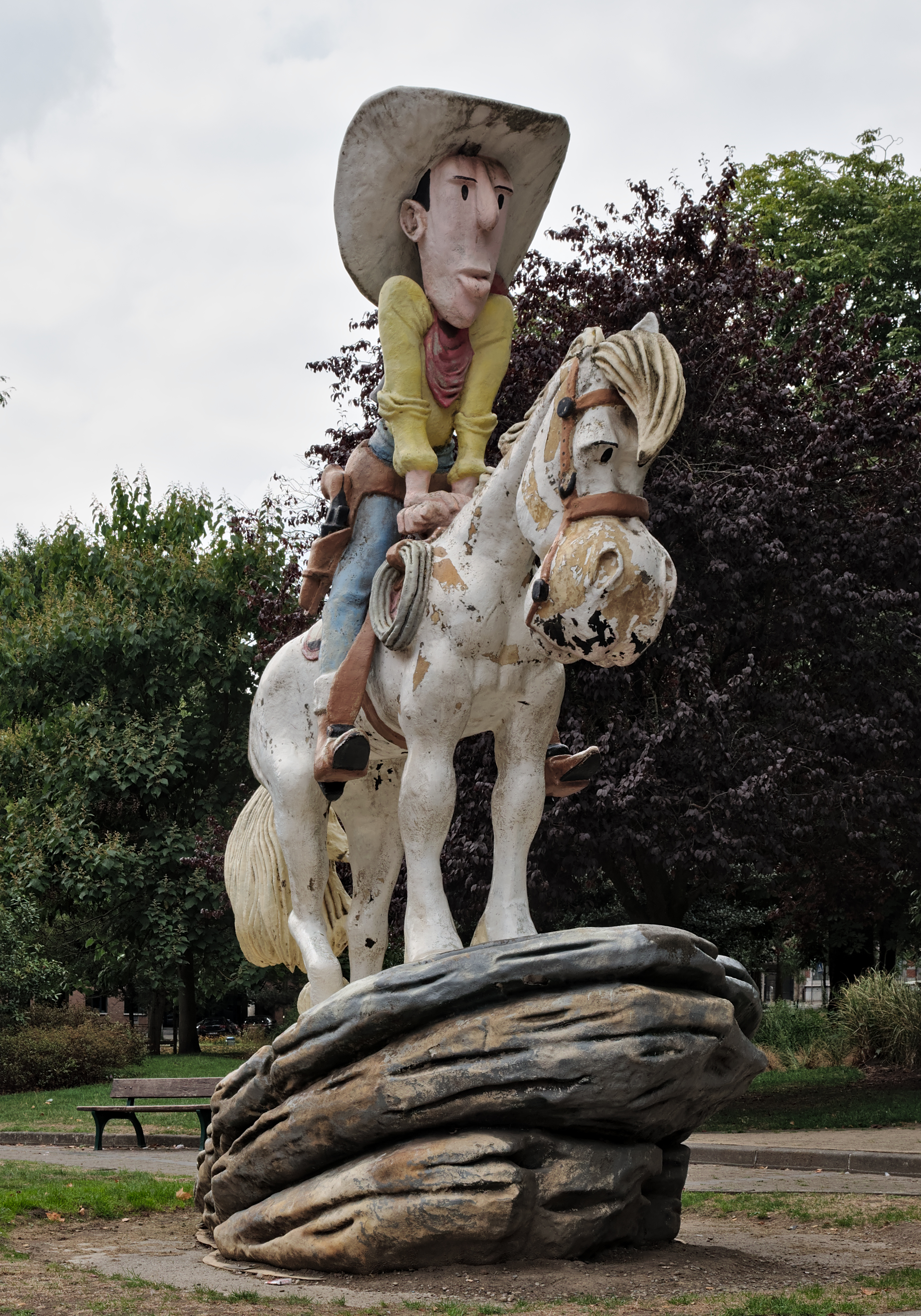
Lucky Luke et Jolly Jumper dans le parc reine Astrid à Charleroi.

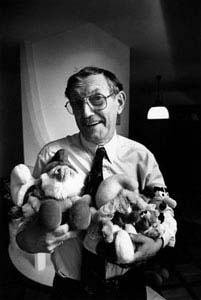
Peyo en 1990.

Les origines de la bande dessinée belge remontent au XIXe siècle. C'est à partir de 1840 que des imprimés comme Le Charivari ou le Magasin universel commencent à diffuser iconographies populaires (par exemple par Georges Ista) ou séquences d'images (Richard de Querelles). Ce patrimoine graphique reste toutefois encore largement méconnu.
La Wallonie a joué un rôle majeur dans l'évolution de la bande dessinée belge et internationale dans les années 1940-1950. C'est ainsi que tout au long de la deuxième moitié du XXe siècle, sans pour autant que les lecteurs de la BD francophone en aient conscience, toute une série de thèmes, paysages, éléments de l'histoire de ce pays apparaissent dans la Bande dessinée wallonne. On parle d'« école de Marcinelle » (où étaient établies les éditions Dupuis) pour désigner ce mouvement. Beaucoup de dessinateurs de talent wallons mais plus largement belges ou français ont commencé leur carrière dans l'hebdomadaire Spirou (Dupuis) qui paraît en Belgique depuis 1938. Ci-dessous, une liste non exhaustive de dessinateurs tant Wallons que Bruxellois :
- Auteurs et personnages
  - André Franquin : Gaston Lagaffe, Marsupilami, Spirou
  - Morris : Lucky Luke
  - Peyo : Les Schtroumpfs
  - Jean-Claude Servais
  - Will : Tif et Tondu

- Maisons d'édition
  - Casterman
  - Dupuis

## Cinéma
Le cinéma wallon n'existe pas seulement au travers de talents individuels. Certes, bien des comédiens finissent par être attirés par le cinéma français. Il est pourtant possible d'esquisser une Histoire du cinéma wallon et même d'en tracer les lignes de force qui sont les lignes de force de l'histoire elle-même de la Wallonie, ce qui correspond aux idées de Jean-Michel Frodon sur la projection nationale (le cinéma est lié aux nations).
Les films wallons sont souvent caractérisés par le réalisme social, comme les films des frères Dardenne (La Promesse, Rosetta  (Palme d'or à Cannes), Le Fils, L'Enfant, également Palme d'Or à Cannes en 2005) ou Les convoyeurs attendent de Benoît Mariage. Ainsi que les documentaires sociaux de Patric Jean.
À l'opposé, le côté complètement décalé de Vase de noces de Thierry Zéno (1974), Mireille dans la vie des autres de Jean-Marie Buchet (1979), C'est arrivé près de chez vous de Rémy Belvaux et André Bonzel (1992) et des extravagants Noël Godin et Jean-Jacques Rousseau.
La Wallonie n’abrite aucune cinémathèque. Une partie de la collection de la Cinémathèque royale de Belgique est conservée dans la citadelle de Namur, mais les Wallons doivent se déplacer au Musée du cinéma de Bruxelles pour voir ces films.
Aucune salle ne projette du cinéma pointu (cinéma expérimental, underground, journal ou essai filmé ou simplement différent, inhabituel dans le fond ou la forme.)
Il existe pourtant le réseau des salles dites « Art et essai » (Le Parc à Charleroi, Le Churchill et Le Parc à Liège, Le Plaza Art à Mons et Le Caméo à Namur) mais, en pratique, elles ne diffusent que du cinéma subventionné « grand public ».

### Acteurs et actrices

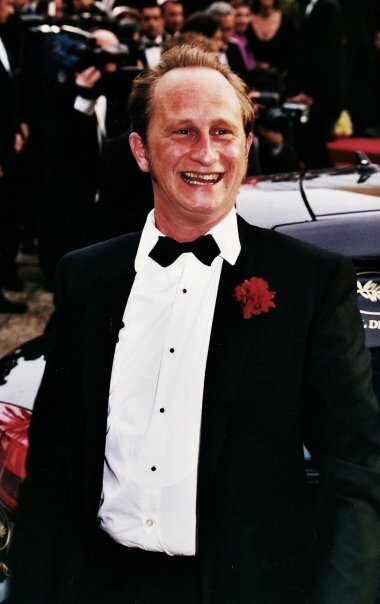
Benoît Poelvoorde au festival de Cannes 2004, où il est membre du jury.

- Émilie Dequenne
- Nade Dieu
- Jean-Claude Drouot
- Cécile de France
- Marie Gillain
- Olivier Gourmet
- Bouli Lanners
- Benoît Poelvoorde
- Jean-Luc Couchard

### Festivals de cinéma en Wallonie
- Love International Film Festival Mons (Festival international du film d'amour de Mons)
- Festival international du film francophone de Namur
- Festival du court-métrage à Namur
- Festival du cinéma belge à Moustier-sur-Sambre
- Festival international du film de santé à Liège

## Littérature
La littérature wallonne existe depuis le XVIe siècle ou le début du XVIIe siècle et a connu son « âge d'or », à la fin du XIXe siècle.
Cette période a vu l'efflorescence d’œuvres littéraires, de pièces de théâtre et d’œuvres poétiques, ainsi que la création de nombreuses troupes de théâtre et de périodiques.
La Société de langue et de littérature wallonnes (ou SLLW), créée Société liégeoise de littérature wallonne, est une association dialectale de Belgique fondée à Liège le 27 décembre 1856 par Nicolas Defrêcheux et Charles Grandgagnage. Elle s'occupe de promouvoir la littérature des langues régionales de la Belgique romane et la philologie et linguistique belgo-romanes. Sa bibliothèque, la bibliothèque des dialectes de Wallonie, est co-gérée par la province de Liège, au sein du musée de la Vie wallonne.

## Danse
- Charleroi danse, Centre chorégraphique de la Communauté française

## Musique

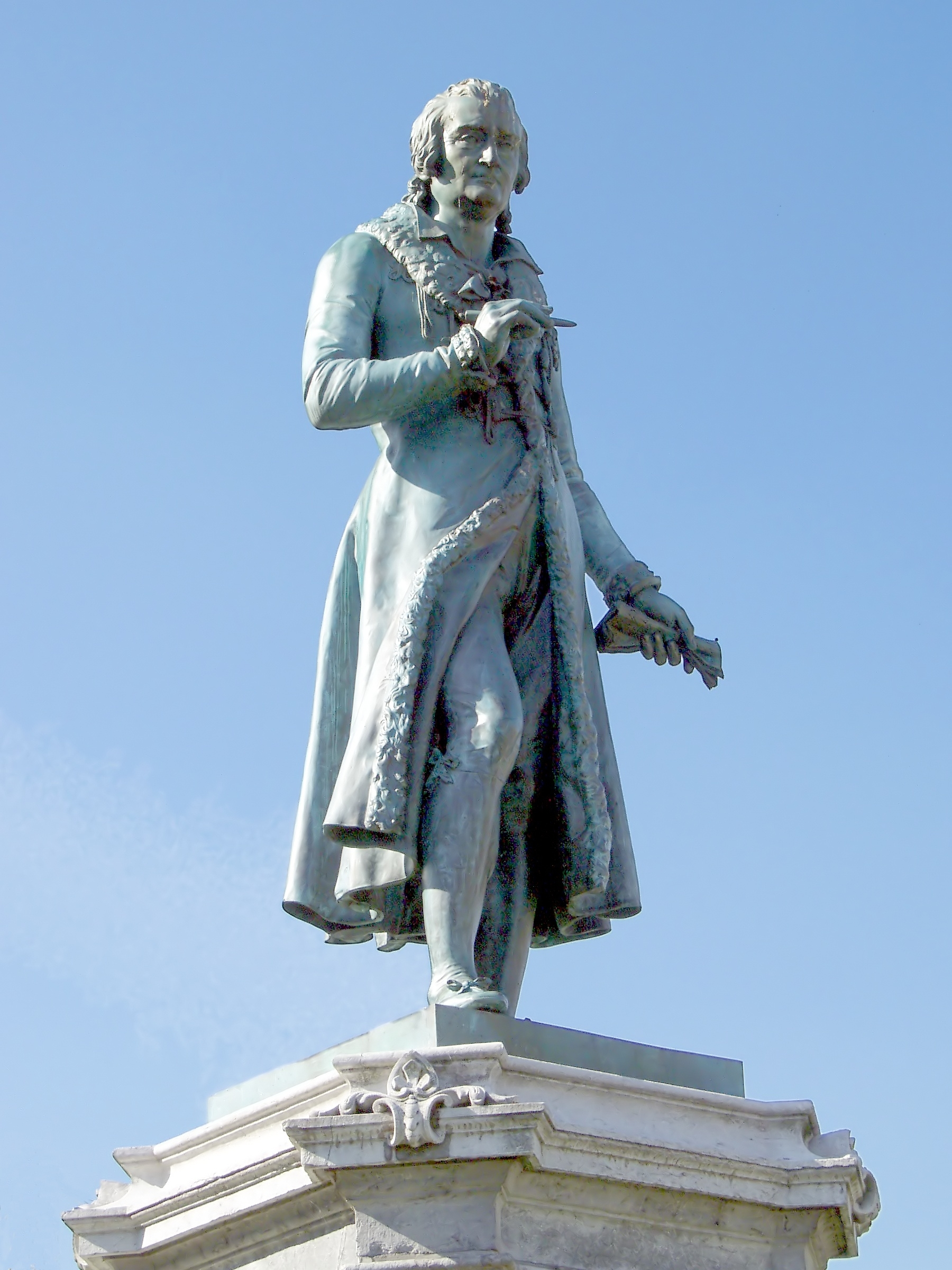
Statue d'André Grétry

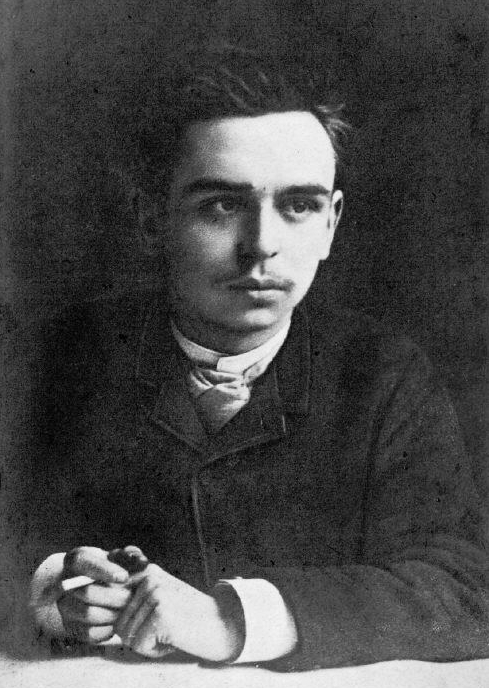
Guillaume Lekeu

La Wallonie est forte d’une tradition musicale populaire (notamment orale) d’une grande richesse et variété, tant en matière de chansons que de musiques instrumentales. Au-delà des artistes comme William Dunker, Guy Cabay ou encore Julos Beaucarne, il existe encore des traditions musicales de Wallonie.
Guy Cabay est un musicien de jazz qui compose et chante également ses propres chansons, pour la plupart en wallon de Liège, sur une musique où une influence brésilienne. Il est accompagné notamment par Steve Houben et Mimi Verderame.
L'Institut royal supérieur de musique et de pédagogie (IMEP) met en service une plateforme « Melchior » récolte et numérise et  ce patrimoine. À terme, plus de 3 000 documents sonores seront disponibles à l'écoute, et de nombreuses partitions - collectages écrits ou manuscrits d'époque - rejoindront la collection,,.

## Patrimoine

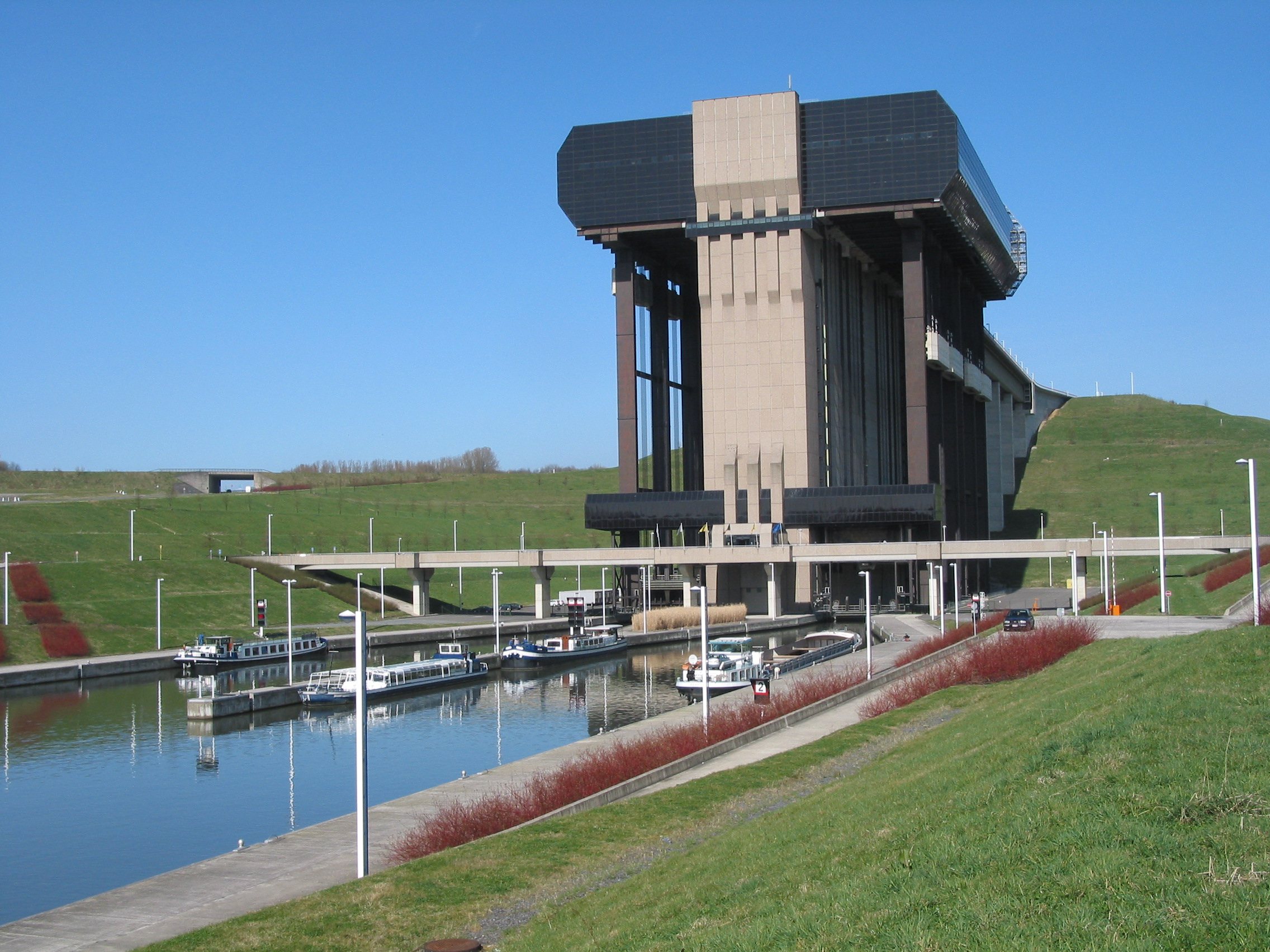
L'ascenseur de Strépy-Thieu

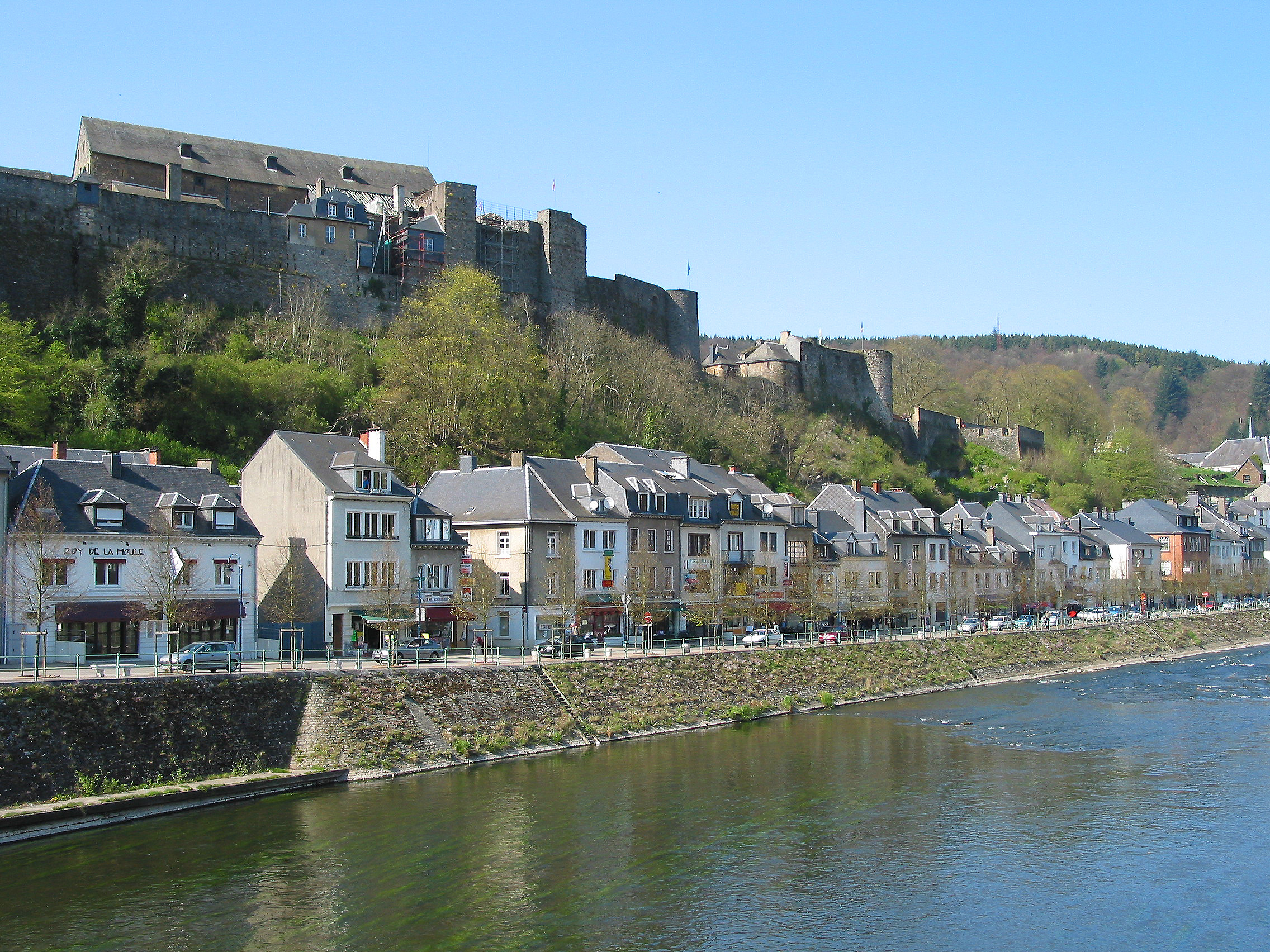
Le château de Bouillon

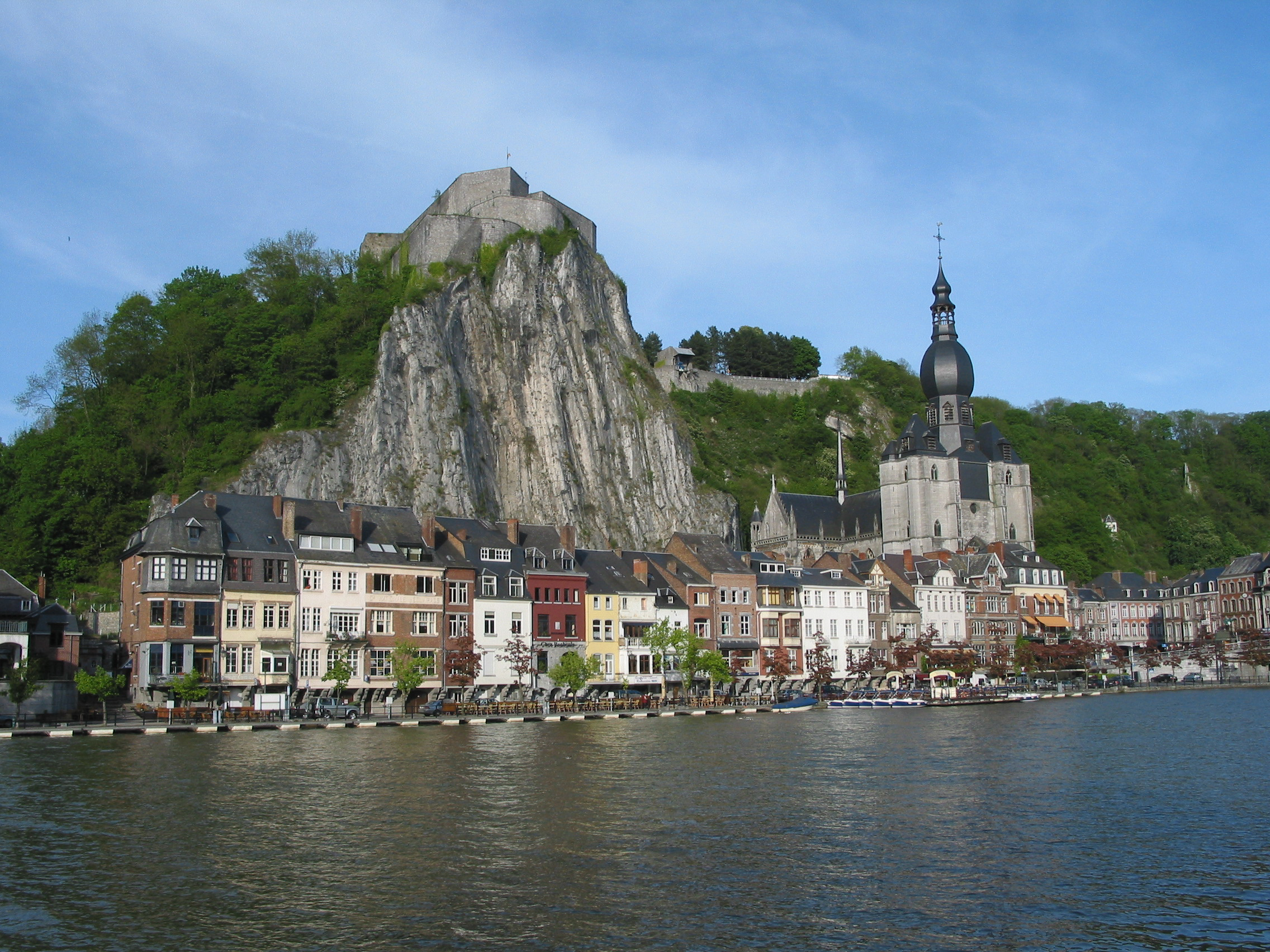
Dinant, la Meuse, la ville, la collégiale Notre-Dame et la citadelle

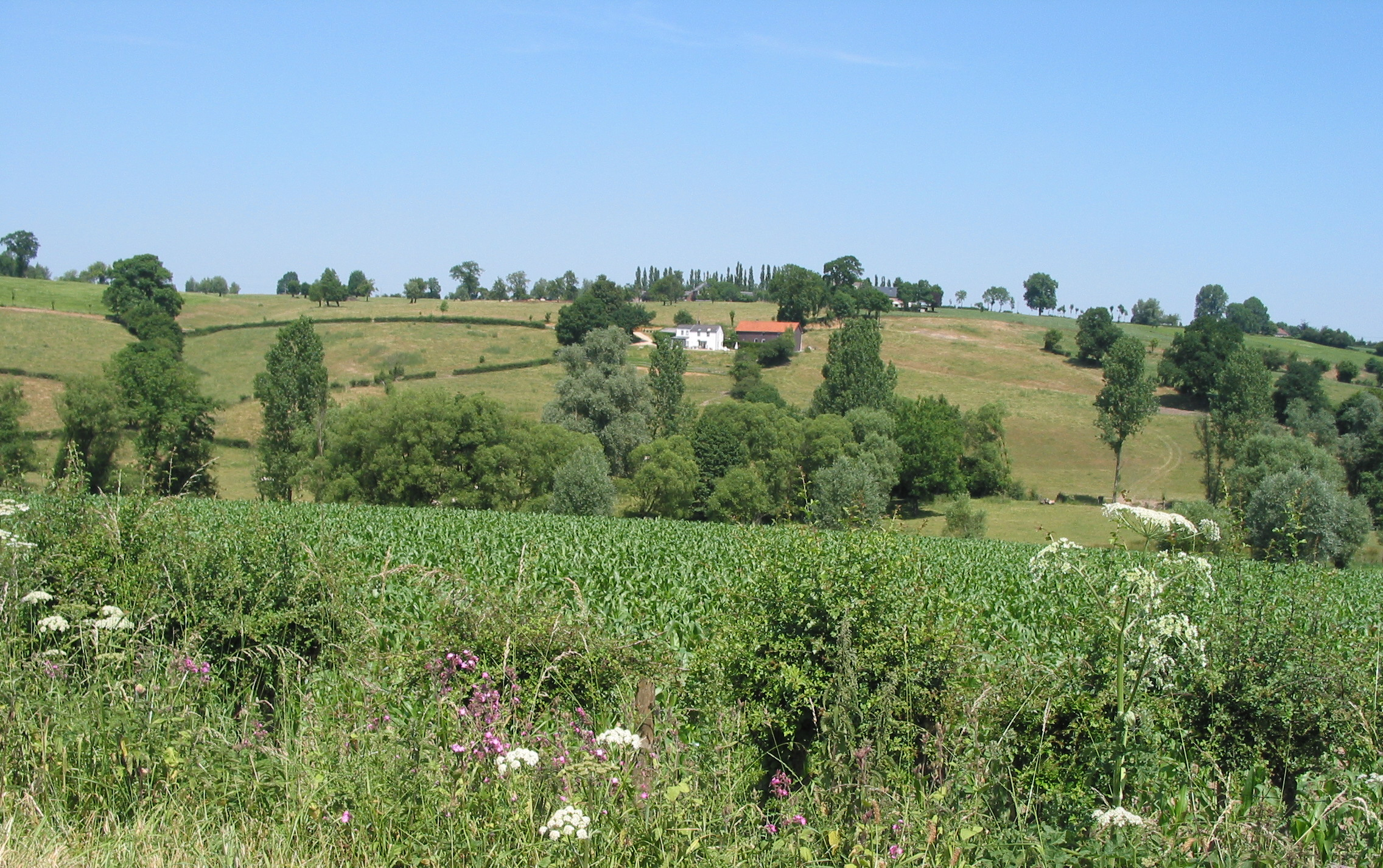
Paysage du pays de Herve

Le patrimoine wallon couvre une période historique très large, depuis l'occupation au Néolithique en passant par l'émergence des villes indépendantes au Moyen Âge jusqu'aux témoignages récents de la puissance industrielle des XIXe et XXe siècles. Le pouvoir politique wallon a édité en 1993 un ouvrage intitulé Le Patrimoine culturel immobilier classé de la Wallonie qui permet d'aller à la rencontre de celui-ci.
- Sites wallons figurant sur la liste du patrimoine mondial de l'Unesco
  - Les quatre ascenseurs à bateaux du canal du Centre et leur site, La Louvière et Le Rœulx (Hainaut).
  - Beffrois de sept villes wallonnes (Binche, Charleroi, Mons, Namur, Thuin, Tournai et Gembloux).
  - Cathédrale Notre-Dame de Tournai.
  - Les minières néolithiques de silex de Spiennes (Mons).

- Autres sites
  - Palais des princes-évêques et Place Saint-Lambert à Liège
  - Abbaye du Val-Dieu, la seule abbaye cistercienne qui a survécu à la Révolution française.
  - Domaine de Belœil (château des princes de Ligne et jardins)
  - Grand-Hornu (ancien complexe industriel et arts contemporains)
  - Citadelle et vieille ville de Namur
  - Jardins d'Annevoie
  - Jardins de Freÿr
  - Fontaine-Valmont a gardé des traces d’habitat gallo-romain.
  - Grottes de Han-sur-Lesse
  - Grottes de Remouchamps avec le plus long parcours souterrain navigable d'Europe
  - Butte du Lion de Waterloo et son champ de bataille érigé en 1826, pour éterniser la gloire nationale, sur le site de la bataille de Waterloo.
  - Durbuy-sur-Ourthe, la plus petite ville du monde
  - Redu, village du livre et de l'Euro Space Center
  - Torgny, le village le plus méridional de Belgique, connu pour la culture de la vigne
  - Dinant, sa citadelle, son rocher Bayard et la haute Meuse dinantaise (Rochers de Freÿr, Hastière…)
  - Vallée de la Semois et ses nombreux panoramas d'intérêt paysager (Rochehaut et sa vue sur Frahan, le Tombeau du Géant…)
  - L'Arboretum Robert Lenoir à Rendeux.
  - Lacs de barrages : Eau d'Heure (Hainaut et Namur), Robertville (Liège), Eupen (Liège), Bütgenbach (Liège) et Warfaaz (Liège)
  - Centres de délassement et parcs de loisirs : Walibi à Wavre, Pairi Daiza à Cambron-Casteau, Domaine des Grottes de Han, Monde sauvage à Aywaille, etc.
  - Divers sites de l'archéologie industrielle : le Bois du Cazier (Marcinelle), le Grand-Hornu (Hornu), l'ancienne cité minière et l'écomusée des charbonnages du Bois-du-Luc (La Louvière), le PASS ou Parc d'aventures scientifiques et de société installé sur le site de l'ancien charbonnage du Crachet à Frameries…

- Châteaux
  - La Wallonie compte environ 1 900 châteaux. Les plus connus sont ceux d'Annevoie, de Belœil, de Chimay, de Corroy-le-Château, de Freÿr, de Jehay, de La Hulpe, de Lavaux-Sainte-Anne, de Modave, etc.
  - Château fort de Bouillon

- Abbayes
  - Les plus connues sont celles de Chimay, Maredsous, Rochefort, Orval, Val-Dieu (Aubel), Bonne-Espérance (Estinnes)…
  - Les ruines d'anciennes abbayes les plus remarquables se situent à Aulne (Thuin) en bordure de Sambre et à Villers-la-Ville où sont organisés chaque année des spectacles en plein air durant la période estivale.

- Régions paysagères
  - Ardenne
  - Calestienne
  - Condroz
  - Fagne
  - Gaume
  - Hautes Fagnes
  - Hesbaye
  - Pays de Herve
  - Pays des Collines

## Peinture

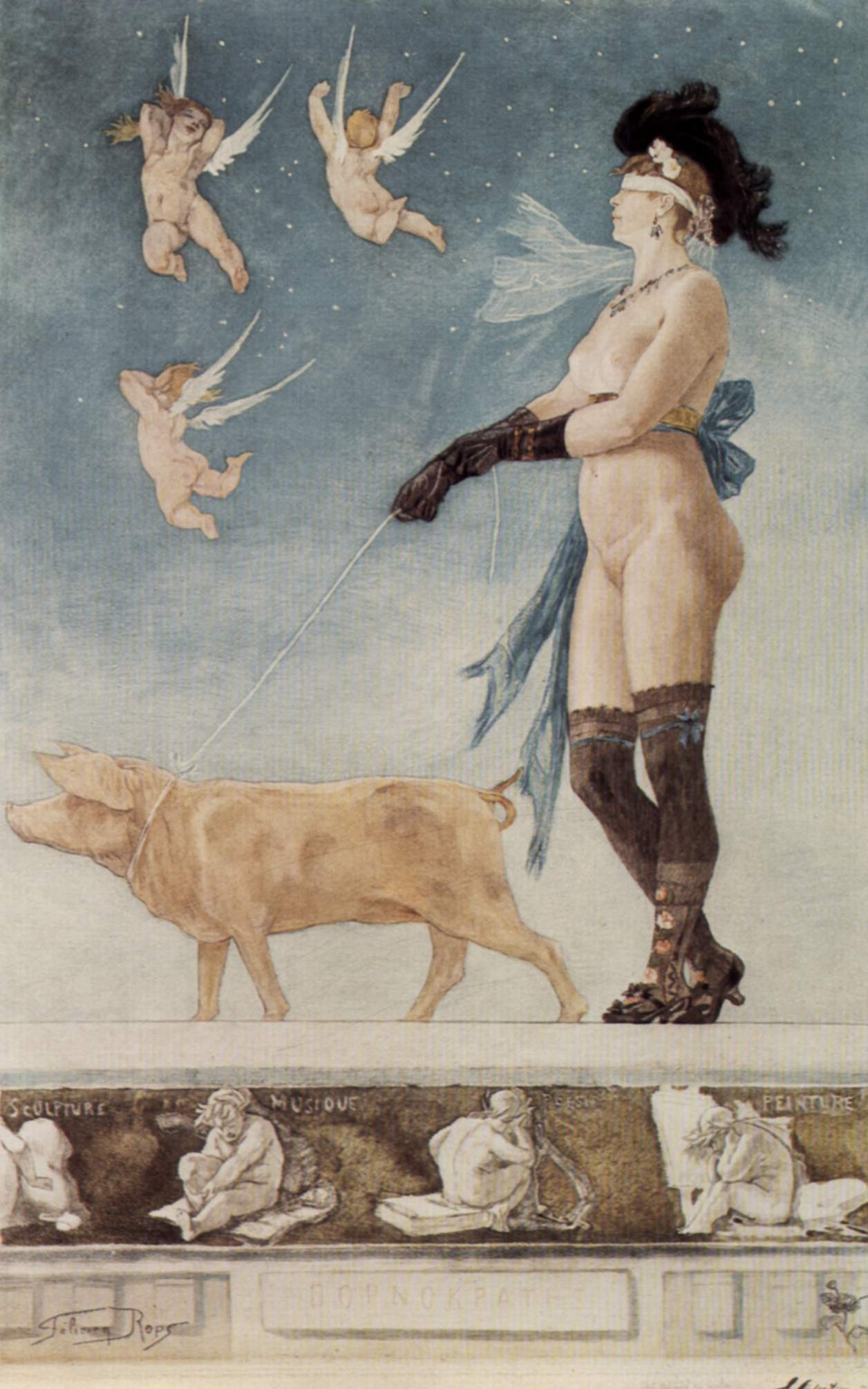
Pornocratès (1879), Namur, musée provincial Félicien Rops.

Du néo-classicisme à l’art abstrait, du romantisme au surréalisme, les peintres wallons se sont inscrits, en les réinterprétant, dans les grands courants artistiques de leur époque.
L'art pictural prend son essor à partir du XVe siècle, avec Robert Campin – le Maître de Flémalle – et son apprenti puis collaborateur tournaisien Rogier de le Pasture, spécialisé dans la représentation religieuse tragique.
La révolution belge se consacre aux artistes de la peinture historique, qui est une forme de propagande politique et genre particulier devint ainsi mais qui glissa ensuite dans l'oubli.
L’exposition sur l’Art wallon organisée à Charleroi, en 1911, à l’initiative de Jules Destrée est un événement phare dans la prise de conscience wallonne.
Alors que les Flamands ont produit de grands symbolistes et expressionnistes au début du XXe siècle, des Wallons comme René Magritte et Paul Delvaux ont été les pionniers du surréalisme. Ils expriment la préférence des francophones pour un art plus philosophique et conceptuel. D'autres artistes produisent plutôt un style personnel, parfois difficile à catégoriser comme Pierre Paulus et Anto Carte.
- Henri Bles
- Léonard Defrance
- Charles Delporte
- Marcel Delmotte
- Paul Delvaux
- Jean-Michel Folon
- René Hausman
- Marie Howet
- Joseph Lacasse
- Georges-Émile Lebacq
- Lambert Lombard
- René Magritte
- Pierre Paulus
- Claude Rahir
- Félicien Rops
- Fernand Verhaegen

## Arts plastiques et visuels

### Sculpteurs

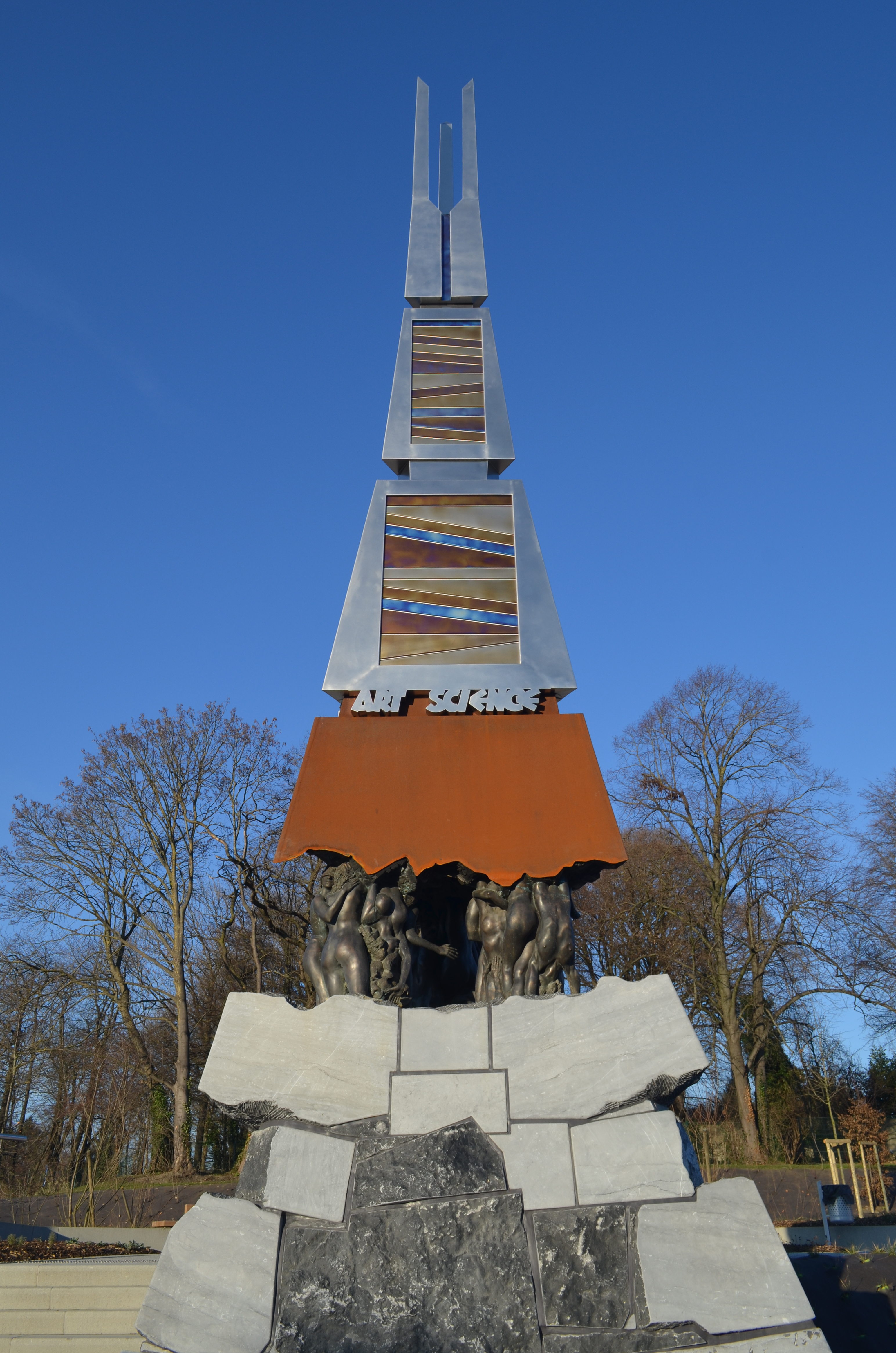
« Les Âges de l'Humanité », Félix Roulin à Charleroi.

- Pol Bury
- Félix Roulin
- Alphonse Darville

### Photographie et collage
- Marcel G. Lefrancq
- André Stas

## Théâtre
- Théâtre de la Place à Liège
- Théâtre de l'Ancre à Charleroi
- Théâtre de Namur
- Théâtre royal de Mons